# Chaetodon pelewensis
Chaetodon pelewensis là một loài cá biển thuộc chi Cá bướm (phân chi Exornator) trong họ Cá bướm. Loài này được mô tả lần đầu tiên vào năm 1868.

## Từ nguyên
Từ định danh pelewensis được đặt theo tên gọi của Palau (gọi là Pelew-Inseln trong tiếng Đức), được cho là nơi thu thập mẫu định danh của loài cá này (–ensis: hậu tố biểu thị nơi chốn). Tuy nhiên, C. pelewensis không được biết đến tại Palau, nên mẫu định danh có khả năng là được tìm thấy ở quần đảo Société (Polynésie thuộc Pháp).

## Phạm vi phân bố và môi trường sống
C. pelewensis được phân bố tập trung ở khu vực Nam Thái Bình Dương. Từ Papua New Guinea, phạm vi của C. pelewensis trải dài đến tận quần đảo Pitcairn và đảo Phục Sinh (Chile), xa nhất ở phía nam là đến đảo Lord Howe; quần thể đông nhất ở biển San Hô và rạn san hô Great Barrier (Úc). Ở Đông Nam Ấn Độ Dương, C. pelewensis được ghi nhận tại rạn san hô Scott (ngoài khơi Tây Úc).
C. pelewensis sinh sống trên các rạn viền bờ ở độ sâu đến ít nhất là 45 m.

## Mô tả

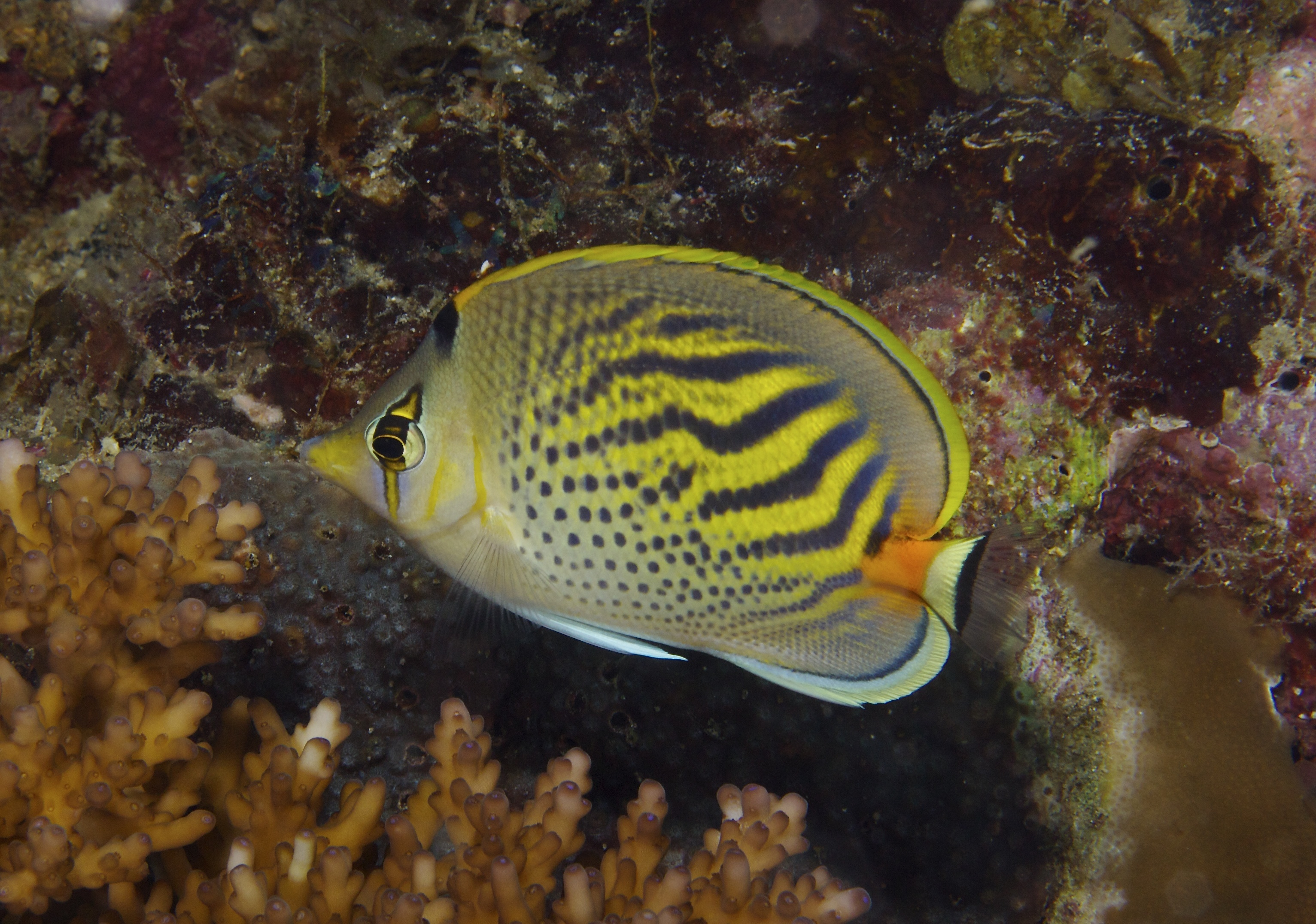
Biến dị "gợn sóng" ở C. pelewensis

C. pelewensis có chiều dài cơ thể lớn nhất được ghi nhận là 12,5 cm. Loài này có màu nâu nhạt (vàng tươi hơn ở thân sau) với các sọc đen chéo ở thân sau, đứt đoạn thành các chấm nhỏ hơn ở thân dưới. Đầu có một dải cam viền đen băng dọc qua mắt, cũng như có đốm đen trên đỉnh đầu. Vây lưng có dải viền vàng, còn vây hậu môn có dải viền trắng xanh. Cuống đuôi màu cam. Vây đuôi trắng ở nửa trong, nửa ngoài trong suốt, được ngăn cách bởi một vạch sọc đen. Vây bụng màu trắng. Vây ngực trong suốt.
C. pelewensis còn một biến dị kiểu hình cũng thường được bắt gặp. Thay vì là các đường sọc chéo, những cá thể mang biến dị này lại xuất hiện các vệt đen và vàng gợn sóng ở thân sau. Chaetodon punctatofasciatus, một loài chị em với C. pelewensis, cũng có kiểu hình tương tự nhưng với sọc thẳng thay vì chéo.
Số gai ở vây lưng: 13; Số tia vây ở vây lưng: 22–25; Số gai ở vây hậu môn: 3; Số tia vây ở vây hậu môn: 17–18; Số tia vây ở vây ngực: 14–15; Số gai ở vây bụng: 1; Số tia vây ở vây bụng: 5; Số vảy đường bên: 39–47.

## Sinh thái học

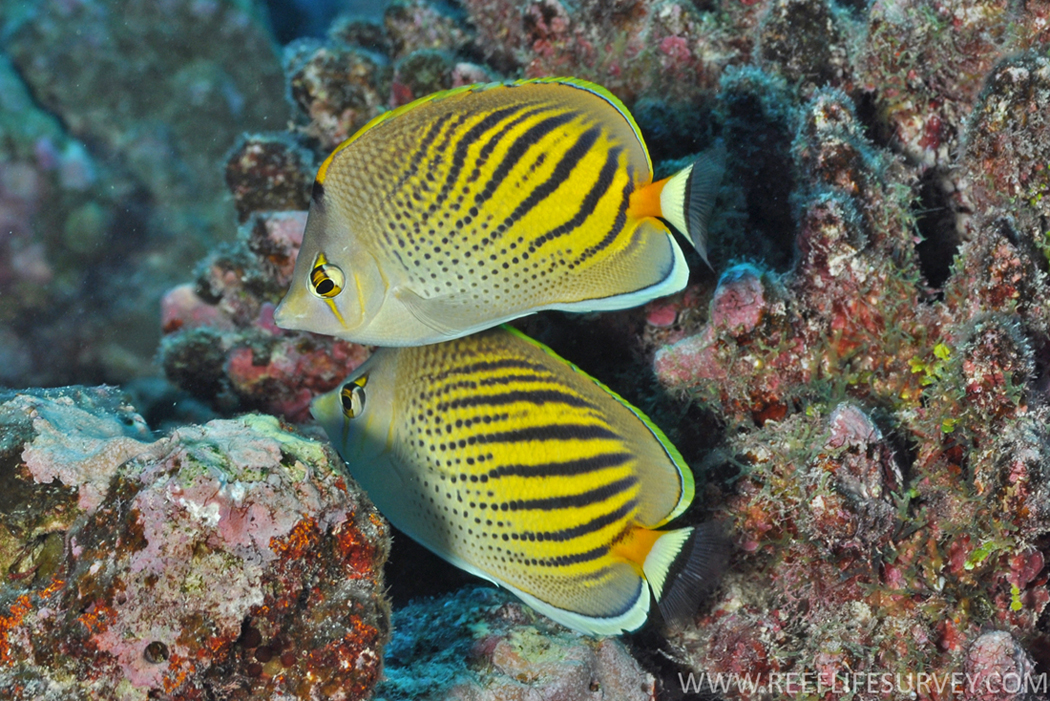
Một đôi C. pelewensis

C. pelewensis là loài ăn tạp, thức ăn của chúng bao gồm các loài thủy sinh không xương sống nhỏ và cả san hô. Ngược lại với đa phần các loài cá bướm ăn san hô, C. pelewensis ưa các loài san hô Pocillopora hơn Acropora. Tuy vậy, C. pelewensis không hoàn toàn phụ thuộc vào san hô để làm thức ăn.
Cá trưởng thành thường kết đôi với nhau, trong khi cá con sống đơn độc.

## Lai tạp
Cá thể mang kiểu màu trung gian giữa C. pelewensis với C. punctatofasciatus đã được bắt gặp trong tự nhiên. Ngoài ra, Chaetodon multicinctus, một loài cá bướm đặc hữu của quần đảo Hawaii, còn có thể kết đôi với cả hai loài này.

## Thương mại
C. pelewensis là một loài cá cảnh thường được xuất khẩu. Theo thống kê trong giai đoạn 1988–2002, có khoảng 12.000 cá thể C. pelewensis được giao thương trong ngành kinh doanh cá cảnh.